# Berenklauwroest
De Berenklauwroest (Puccinia heraclei) is een schimmel behorend tot de familie Pucciniaceae. Biotrofe parasiet die spermogonia, uredinia en telia vormt op beide zijden van het blad en aecia alleen op de onderzijde van het blad en de bladstelen van berenklauw (Heracleum).

## Kenmerken
Op berenklauw (Heracleum) de enig bekende roestsoort.

## Verspreiding
In Nederland komt de berenklauwroest zeldzaam voor. Anno 2025 is het bekend van negen atlasblokken.